# Apocrifa lui Ezechiel
Apocrifa lui Ezechiel este o carte apocrifă scrisă în stilul Vechiului Testament ce conține presupuse revelații ale profetului Ezechiel. Din această lucrare au supraviețuit doar fragmente, inclusiv citate din scrierile lui Epifanie de Salamina, Clement din Roma și Clement din Alexandria și Papirusul Chester Beatty 185. Este posibil să fi fost scrisă în cca. 50 î.Hr. - 50 d.Hr., cu toate că unii cercetători sugerează o dată mai apropiată de anul 70.
Cel mai mare fragment este despre un rege care ține o sărbătoare la care invită pe toată lumea cu excepția a doi cerșetori, un om orb și un olog. Cei doi sunt supărați și se hotărăsc să se răzbune: ologul se urcă pe umerii orbului și astfel, împreună, distrug livada regelui. Însă regele descoperă ceea ce au făcut și-i pedepsește pe amândoi. Morala poveștii, potrivit naratorului, este că acestă povestire dovedește învierea trupului, deoarece sufletul și trupul trebuie să funcționeze doar împreună.
Textul numit Pseudo-Ezechiel, unul dintre Manuscrisele de la Marea Moartă, este posibil să conțină fragmente (în continuare) ale acestui text, sau poate fi o lucrare diferită cu privire la Ezechiel, dar acest lucru este dificil de determinat.

## Vezi și
- Scrieri apocrife